# Alois Höllriegl
Alois Rudolf Höllriegl (* 17. April 1909 in Graz; † 29. Oktober 1948 in Landsberg am Lech) war ein österreichischer SS-Unterscharführer, Blockführer im KZ Mauthausen und Kommandoführer des Außenlagers Wiener Neudorf.

## Leben
Alois Höllriegl war der Sohn des Spenglergehilfen Karl Josef Höllriegl und dessen Ehefrau Theresia Josefia. Nach sechs Jahren Volksschule besuchte er für zwei Jahre die Gewerbeschule in Graz und erlernte danach den Friseurberuf. In den Folgejahren war er jedoch meist als Geschäftsdiener tätig.
Am 11. November 1933 wurde er Mitglied der SS (SS-Nummer 297.163). Wegen illegaler Mitgliedschaft bei der 38. SS-Standarte verbüßte er 1934 eine dreiwöchige und 1936 dreimonatige Haftstrafe. Am 17. Mai 1938 beantragte er die Aufnahme in die NSDAP und wurde rückwirkend zum 1. Mai desselben Jahres aufgenommen (Mitgliedsnummer 6.259.745). Von 5. September 1938 bis 26. August 1939 war er bei der SS-Wache im Fliegerhorst Thalerhof bei Graz. Nach dem Überfall auf Polen am 6. September 1939 wurde er zur Waffen-SS eingezogen und kam in die SS-Totenkopf-Standarte 4. „Ostmark“ und wurde im November 1939 nach Prag verlegt. Am 31. Januar 1940 trat Höllriegl seinen Dienst im KZ Mauthausen an, wo er zunächst der 2. Wachkompanie zugeteilt wurde. Ende Dezember 1941 wurde er in den Kommandanturstab versetzt. Im selben Jahr nahm er an der Erschießung von 30 bis 40 Häftlingen teil. Er will dabei jedoch lediglich als Absperrposten, nicht als Schütze fungiert haben. Im Mai 1943 avancierte er zum Blockführer.
Am 2. August 1943 wurden 203 Häftlinge nach Wiener Neudorf gebracht, um dort ein neues Außenlager aufzubauen. Am 30. August 1943 wurden weitere 1064 Häftlinge dorthin überstellt. Höllriegl beaufsichtigte diesen Transport. Im Herbst 1943 übernahm er zusätzlich den Posten des Kommandoführers der Lagerwäscherei. Er hatte Häftlinge wegen geringer Vergehen brutal verprügelt, in einigen Fällen mit Todesfolge.
Am 2. April 1945 begann die SS die Evakuierung des Lagers Wiener Neudorf. Ursprünglich war geplant gewesen, die Häftlinge nach Tirol zu bringen, aufgrund der militärischen Lage wurde allerdings während des Marsches Mauthausen als Zielort festgelegt. Höllriegl führte bei diesem Marsch eine Häftlingsgruppe an. Am fünften oder sechsten Tag des Evakuierungsmarsches erschoss er einen jugoslawischen Häftling, der nicht mehr weitergehen konnte. Nach der Ankunft des Häftlingstransports im Stammlager wurde Höllriegl dort Mitte April mit der Stellung des Blockführers betraut. Am 2. Mai 1945 will er dann desertiert sein und sich zwei Tage bei einem befreundeten Bauern in Mauthausen versteckt haben. Anschließend schlug er sich nach Linz durch, wo er sich der US Army stellte. Nach einigen Monaten in Kriegsgefangenenlager in Linz-Kleinmünchen wurde Höllriegl in das Internierungslager in Nürnberg gebracht, wo er bei den Nürnberger Prozessen gegen Ernst Kaltenbrunner und Baldur von Schirach aussagte. Am 3. April 1946 wurde er in das Internierungslager Dachau überstellt. In Dachau musste sich Höllriegl im Juni 1947 in einem Nebenverfahren zum Mauthausen-Hauptprozess vor Gericht verantworten. Mehrere Zeugen bestätigten auch, dass Höllriegl einen Häftling in den Zaun getrieben habe, wo dieser durch elektrischen Strom zu Tode kam. Am 23. Juni 1947 wurde er vom US-Militärtribunal zum Tode durch den Strang verurteilt. Höllriegl versuchte mithilfe zahlreicher Briefe und Gnadengesuchen das Todesurteil abzuwenden, blieb damit aber erfolglos. Am 29. Oktober 1948 wurde das Urteil im Kriegsverbrechergefängnis Landsberg vollstreckt. Seine letzten Worte waren: „Ich möchte einen letzten Warnungsschrei an alle Völker der Erde richten: nie wieder KZ.“